# Паратайп
Паратайп — российская компания в области изготовления  шрифтов.

## История
Основана в 1998 году на базе отдела «Паратайп» фирмы «ПараГраф». Отдел был образован в 1989 году бывшими сотрудниками ОНШ (Отдела наборных шрифтов) НИИ Полиграфмаш. Начало шрифтовой библиотеки «Паратайп» положили популярные шрифты советского периода — «Литературная», «Обыкновенная новая», «Журнальная рубленая» и другие, лицензированные у Полиграфмаша. Шрифты собственной разработки, выпущенные в первые годы существования отдела в условиях жестокого дефицита, сразу стали чрезвычайно популярными. «Прагматика», «Ньютон», «Эдвер Готик», «Парсек» считаются сегодня классикой и продолжают активно использоваться. «Эдвер Готик», в частности, используется на современных российских денежных купюрах. В 1990 году «Паратайп» заключил договор на кириллизацию шрифтов с компанией International Typeface Corporation — ведущей американской компанией в области разработки цифровых шрифтов — и, таким образом, способствовал официальному появлению в России легальных западных шрифтов с профессионально выполненной кириллицей. Сейчас библиотека «Паратайп» содержит более тысячи шрифтовых гарнитур и является самой крупной библиотекой кириллических шрифтов в мире. Её шрифты, помимо сайта фирмы, распространяются ведущими шрифтовыми дистрибуторами — FontShop.com, Myfonts.com, Fonts.com, Linotype.com, typekit.com.
В 2008 году «Паратайп» совместно с компанией ФонтЛаб проводила в Санкт-Петербурге конференцию Международной шрифтовой ассоциации ATypI, что явилось признанием вклада России в развитие мировой шрифтовой культуры. «Паратайп» является попечителем международного типографического фестиваля Typomania.
С конца 2009-го до конца 2011 года «Паратайп» выпустила семейство свободно распространяемых гарнитур ПТ, разработанную по заказу Федерального агентства по печати и массовым коммуникациям, для набора текстов на национальных языках РФ.
В 2016 году компания совместно с разработчиком операционных систем Astra Linux АО «НПО РусБИТех» представила общедоступные шрифты PT Astra Sans и PT Astra Serif.

## Работы
Компания приняла участие в разработке знака рубля.